# Ascari KZ1
L'Ascari KZ1 est une supercar du constructeur automobile britannique Ascari Cars. Elle a été produite à cinquante exemplaires depuis 2003.

## Moteur
Le moteur est un V8 à 90° de 4 949 cm3 (issu du V8 de la BMW M5 E39) de cylindrée développant 500 chevaux à 7 000 tr/min et 550 N m de couple à 4 500 tr/min. Elle affiche une vitesse maximale de 320 km/h et un 0 à 100 km/h en 3,7 secondes.

## Performances
- Vitesse maximale : 320 km/h
- 0-100 : 3,2 secondes
- 0-160 : 8,6 secondes
- 0-200 : 11,7 secondes
- 0-300 : 32,9 secondes
- 400 mètres départ arrêté : 11,8 secondes
- 1 000 mètres départ arrêté : 20,6 secondes
- Rapport Poids/Puissance : 2,7 kg/ch
- Rapport Puissance/Litre : 101,031 ch/litre